# Башта Банку Америки (Нью-Йорк)
Башта Банку Америки (англ. Bank of America Tower) — хмарочос в Нью-Йорку, США. Висота 54-поверхового будинку становить 365 метрів і він є четвертим за висотою будинком Нью-Йорку після Емпайр-Стейт-Білдінг та шостим в США. Будівництво було розпочато в 2004 і завершено в 2009 році.